# Cyrtopholis portoricae
Espèce
Cyrtopholis portoricae est une espèce d'araignées mygalomorphes de la famille des Theraphosidae.

## Distribution
Cette espèce est endémique de Porto Rico.

## Description
La femelle holotype mesure 23 mm.

## Étymologie
Son nom d'espèce lui a été donné en référence au lieu de sa découverte, Porto Rico.

## Publication originale
- Chamberlin, 1917 : New spiders of the family Aviculariidae. Bulletin of the Museum of Comparative Zoology, Harvard, vol. 61, p. 25-75 (texte intégral).